# Rally Villa de Llanes de 1997
El Rally Villa de Llanes de 1997, oficialmente 21.º Rally Villa de Llanes, fue la vigésimo primera edición y la sexta cita de la temporada 1997 del Campeonato de España de Rally. Se celebró del 30 de mayo al 1 de junio y contó con un itinerario de 163,9 km cronometrados.

## Clasificación final
| Pos. | Piloto                | Copiloto           | Automóvil           | Tiempo  | Diferencia |
| ---- | --------------------- | ------------------ | ------------------- | ------- | ---------- |
| 1.   | Jesús Puras           | Carlos del Barrio  | Citroën ZX Kit Car  | 1:52:49 | 0.0        |
| 2.   | Jaime Azcona          | Julius Billmaier   | Peugeot 306 Maxi    | 1:54:08 | +1:19      |
| 3.   | Miguel Martínez-Conde | Felipe Alonso      | Renault Mégane Maxi | 1:54:50 | +2:01      |
| 4.   | Daniel Alonso         | Salvador Belzunces | Ford Escort Kit Car | 1:59:16 | +6:27      |
| 5.   | Javier Azcona         | Inma Vittorini     | Citroën ZX 16V      | 1:59:42 | +6:53      |
| 6.   | Bandera de ?          | Bandera de ?       |                     |         |            |
| 7.   | Bandera de ?          | Bandera de ?       |                     |         |            |
| 8.   | Bandera de ?          | Bandera de ?       |                     |         |            |
| 9.   | Bandera de ?          | Bandera de ?       |                     |         |            |
| 10.  | Bandera de ?          | Bandera de ?       |                     |         |            |